# Richard Cerf
Pour les articles homonymes, voir Cerf (homonymie).
Richard Cerf, né au Casablanca en 1950, est un photographe, peintre et sculpteur français.

## Biographie
Dès 1973, Richard Cerf expose en France, en Belgique, au Portugal, en Espagne et au Japon.
Le Fonds national d'art contemporain et le Fonds régional d'art contemporain ont acquis certaines de ses œuvres. Son travail est publié en Allemagne, au Japon et en France. 
Zoom, le magazine de l'image, lui consacra dans son 76 un portfolio présenté par Yves Aubry (en).
Richard Cerf vit et travaille à Bordeaux.